# Подоришев
Подоришев (пол. Podoryszew) — село в Польщі, у гміні Віскітки Жирардовського повіту Мазовецького воєводства.
Населення — 55 осіб (2011).
У 1975-1998 роках село належало до Скерневицького воєводства.

## Демографія
Демографічна структура станом на 31 березня 2011 року:
|          | Загалом | Допрацездатний вік | Працездатний вік | Постпрацездатний вік |
| -------- | ------- | ------------------ | ---------------- | -------------------- |
| Чоловіки | 27      | 8                  | 18               | 1                    |
| Жінки    | 28      | 6                  | 16               | 6                    |
| Разом    | 55      | 14                 | 34               | 7                    |